# سیارک ۱۱۹۶۶
سیارک ۱۱۹۶۶ (به انگلیسی: 11966 Plateau، نامگذاری:1994PJ20) یازده هزار و نهصد و شصت و ششمین سیارک کشف شده‌است که در ۱۲ اوت ۱۹۹۴ کشف شد.
قدر مطلق سیارک برابر ۱۴٫۱۰ است.